# Mateo Acosta (calciatore 1992)
Mateo Agustín Acosta (Buenos Aires, 22 settembre 1992) è un calciatore argentino, attaccante dell'Estudiantes (BA).

## Carriera
Ha collezionato oltre 100 presenze nella seconda divisione argentina, oltre ad aver giocato nella prima divisione colombiana (con l'Alianza Petrolera) ed in quella cilena (con lo Huachipato).